# Fiat C.R.30
Il Fiat C.R.30 era un aereo da caccia monomotore, monoposto e biplano, prodotto dall'azienda italiana Fiat Aviazione negli anni trenta.
Progettato dall'ingegner Celestino Rosatelli, era destinato a sostituire il precedente C.R.20 nei reparti della Regia Aeronautica, ma a causa delle sue prestazioni non del tutto soddisfacenti Rosatelli ne sviluppò una nuova variante che sarebbe diventata uno dei più apprezzati biplani da caccia dei primi anni trenta, il Fiat C.R.32.

## Storia del progetto
Nel 1930, per via delle pressioni dell'allora Sottosegretario di Stato per l'Aeronautica Italo Balbo, fu progettato il Fiat C.R.30, un "supercaccia" dotato di un nuovo e potente motore, il FIAT A.30RA e tecnologicamente superiore ai caccia precedenti, rappresentati dal Fiat C.R.20.
L'ufficio tecnico della Fiat Aviazione, diretto dall'ingegner Celestino Rosatelli che ne curò direttamente il progetto, iniziò a sviluppare il nuovo modello, indicato dall'azienda come C.R.30, che riproponeva l'impostazione classica per l'epoca, monomotore, monoposto e biplano. Sottoposto il progetto di massima alla commissione del Ministero dell'aeronautica, in data 7 febbraio 1931 fu emesso un ordine di fornitura per tre prototipi da avviare a prove di valutazione.
Il primo e il secondo prototipo volarono rispettivamente il 5 marzo e il 13 maggio 1932, mentre il terzo volò il 20 maggio dello stesso anno. Fra il 1932 e il 1933 questi esemplari parteciparono a numerose gare ed eventi internazionali ottenendo ottimi risultati, tra queste l'edizione del meeting internazionale aereo di Zurigo del 26 e 27 maggio 1932 dove il velivolo pilotato dall'allora maggiore Guglielmo Cassinelli riuscì a registrare una velocità massima di 343 km/h su un circuito di 195 km.
Poiché il C.R.30 era una soluzione provvisoria in attesa del C.R.32 non venne prodotto in gran numero.
Il primo ordine risale al 6 giugno 1933, riguardante la Serie I composta da 44 esemplari, seguirono ulteriori serie per 36 e 32 esemplari, per un totale complessivo di 117 aerei, più un probabile 118º incamerato.
Sommando questo dato ai tre prototipi iniziali la cifra sale a 121 nella configurazione monoposto, al quale bisogna sommare 60 modelli in versione biposto.
La cifra finale di produzione si attesta su un totale di 201 macchine, dovendo sommare al dato precedente 11 esemplari monoposto e 10 biposto destinati all'esportazione.

## Tecnica
Dotato di un motore Fiat A.30 RA a 12 cilindri a V di 60° raffreddato a liquido che erogava la potenza di 700 CV al decollo e di 600 CV in volo, il Fiat C.R.32 raggiungeva una velocità massima di 351 km/h.
L'elica era di produzione Fiat, metallica e bipala, a passo variabile a terra, con un diametro di 2,82 metri.
Il motore era alimentato da un serbatoio principale sganciabile da 345 litri ed uno opzionale da 57 litri, più uno da 28 litri per l'avviamento.
Oltre a questi il C.R.30 possedeva un serbatoio da 37 litri per l'olio, uno da 3,85 per l'acqua e una bombola da 6,52 kg di tetracloruro di carbonio.
La cellula era metallica, fatta in duralluminio, come parte del rivestimento, mentre il resto era in tela.
Il carrello era fisso, con tutte e tre le ruote carenate ed il ruotino oscillante e autocentrante.
Il Fiat C.R.30 era armato con 2 mitragliatrici Vickers Mk.2* camerate con munizionamento calibro 7,7 mm, dotate di 500 colpi ciascuna. Per missioni di attacco al suolo poteva trasportare 12 bombe antiuomo da 2 kg.
Si poteva equipaggiare con radio trasmittente Marconi RA.80-I ed una ricevente IMCAARC (entrambe destinate al mercato estero dato che sugli aerei italiani non apparivano), ed in più era possibile l'installazione di una fotocamera planimetrica AP.10 o AGR.61 ed una fotomitragliatrice OMI.

## Impiego operativo
Il Fiat C.R.30 venne assegnato al 1º e 2º Stormo, ed in seguito equipaggiò anche il IX ed il X Gruppo del 4º Stormo.
Tra il 1939 e il 1942, dopo che la produzione era cessata da tempo, vennero costruiti 56 C.R.30B biposto da addestramento.
I C.R.30B rimasero in produzione ed in servizio fino ad agosto/settembre del 1943, quando sparirono dall'organico.
Riguardo al mercato estero, l'Heimwehr Flieger Korps austriaco ne ordinò 6 esemplari (tre C.R.30 e tre C.R.30B) che, dopo l'Anschluss vennero incamerati dalla Luftwaffe e assegnati alla Luftwaffen Kommando Österreich. In seguito, due di questi esemplari vennero ceduti alla Magyar Királyi Honvéd Légierő ungherese.
La Cina acquistò due C.R.30 per la Chung-Hua Min-Kuo K'ung-Chün.
La Germania dopo l'8 settembre 1943 requisì almeno sette C.R.30B.
Il Paraguay per via della guerra del Chaco acquistò due C.R.30.
La Spagna ebbe due C.R.30 per l'Aviación Nacional.
Il Venezuela ottenne un C.R.30.
Ed infine l'Ungheria, oltre ai due esemplari ex austriaci, acquistò due C.R.30 e dieci C.R.30B.

## Versioni
C.R.30
versione principale da caccia monoposto.
C.R.30B
versione biposto da addestramento.
C.R.30Idro
versione idrovolante a scarponi.

## Utilizzatori
Austria
- Heimwehr Flieger Korps - 3 esemplari di C.R.30 e 3 di CR.30B. Dopo l'Anschluss l'aeronautica austriaca vennero assorbiti nella Luftwaffe con la Luftwaffen Kommando Österreich[4]

 Cina
- Chung-Hua Min-Kuo K'ung-Chün Due C.R.30

 Germania
- Luftwaffe
  - Luftwaffen Kommando Österreich Almeno sette C.R.30B

 Italia
- Regia Aeronautica

 Paraguay
- Fuerzas Aéreas Nacional del Paraguay - 2 esemplari di C.R.30 utilizzati dal 1937 come addestratori acrobatici.

 Spagna
- Aviación Nacional - 2 esemplari di C.R.30 utilizzati dal 1938.

 Venezuela
- Fuerza Aérea Venezolana - 1 esemplare di C.R.30 utilizzato dal 1938.

 Ungheria
- Magyar Királyi Honvéd Légierő Due C.R.30 (più due ceduti dalla Luftwaffe) e dieci C.R.30B

### Annotazioni
1. ↑  Alcune fonti riportano come anno di primo volo il 1931.

### Fonti
1. ↑  Sgarlato 2019, p. 18.
2. ↑  Sgarlato 2019, p. 12.
3. ↑  Schlegel 1937, p. 447.
4. ↑  Haubner, F (1982). Die Flugzeuge der Österreichischen Luftstreitkräfte vor 1938. H Weishaupt Verlag, Graz.